# Devotie (Piet Mondriaan)
Devotie is een schilderij van de Nederlandse schilder Piet Mondriaan in het Kunstmuseum Den Haag.

## Voorstelling
Het schilderij beeldt een meisje af in een stoel dat omhoog kijkt naar een bloem. Wie het meisje is, is onbekend. In het onnatuurlijk kleurgebruik wijkt het af van de schilderijen die Mondriaan tot dan toe maakte. Tijdens de St. Lucastentoonstelling in 1908 was Mondriaan erg onder de indruk van het luminisme van Jan Toorop. Mondriaan verwerkte dit op geheel eigen wijze in zijn schilderijen. In 1909 was het te zien tijdens een driemansexpositie in het Stedelijk Museum in Amsterdam samen met werk van Kees Spoor en Jan Sluijters. Naar aanleiding van het schilderij begon Mondriaan een briefwisseling met Emanuel Querido over zijn kunstzinnige opvattingen.

## Herkomst
Het werk van van 1912 tot 1946 in het bezit van Johannes Esser in Amsterdam en van 1946 tot 1971 van Sal Slijper in Den Haag. Slijper liet het in 1971 na aan het Gemeentemuseum Den Haag, waar het al vanaf 1955 te zien was als bruikleen.